# Beach soccer aux Jeux européens de 2015
Navigation
Édition suivante
Le beach soccer aux Jeux européens de 2015 a lieu à la Beach Arena, à Bakou, en Azerbaïdjan, du 24 au 28 juin 2015. Une épreuve est au programme.

## Qualifications
L'Azerbaïdjan est qualifiée en tant que pays hôte. Les sept autres équipes se sont qualifiées par le biais du Championnat d'Europe de beach soccer 2014 (EBSL). Les trois premières équipes de chaque groupe de la Superfinale sont qualifiés. La meilleure équipe de la finale de promotion est également qualifiée.
| Mode de qualification                                           | Date de la compétition | Lieu          | Nombre de places | Qualifiés                                     |
| --------------------------------------------------------------- | ---------------------- | ------------- | ---------------- | --------------------------------------------- |
| Pays organisateur                                               | —                      | —             | 1                | Azerbaïdjan                                   |
| Championnat d'Europe de beach soccer 2014 - Super-finale        | 17 août 2014           | Torredembarra | 6                | Russie Espagne Portugal Suisse Italie Ukraine |
| Championnat d'Europe de beach soccer 2014 - Finale de promotion | 17 août 2014           | Torredembarra | 1                | Hongrie                                       |
| Total                                                           |                        |               | 8                |                                               |

## Compétition

### Phase de groupes

#### Groupe A
| Équipe      | J | G | G+ | P | Bp | Bc | +/- | Pts | Qualification |
| ----------- | - | - | -- | - | -- | -- | --- | --- | ------------- |
| Portugal    | 3 | 2 | 1  | 0 | 17 | 13 | +4  | 8   | Phase finale  |
| Suisse      | 3 | 2 | 0  | 1 | 17 | 14 | +3  | 6   | Phase finale  |
| Ukraine     | 3 | 1 | 0  | 2 | 11 | 11 | 0   | 3   |               |
| Azerbaïdjan | 3 | 0 | 0  | 3 | 9  | 16 | -7  | 0   |               |

#### Groupe B
| Équipe  | J | G | G+ | P | Bp | Bc | +/- | Pts | Qualification |
| ------- | - | - | -- | - | -- | -- | --- | --- | ------------- |
| Italie  | 3 | 2 | 0  | 1 | 12 | 9  | +3  | 6   | Phase finale  |
| Russie  | 3 | 2 | 0  | 1 | 14 | 12 | +2  | 6   | Phase finale  |
| Espagne | 3 | 1 | 1  | 1 | 9  | 8  | +1  | 5   |               |
| Hongrie | 3 | 0 | 0  | 3 | 9  | 15 | -6  | 0   |               |

### Phase finale

#### 5eà la8eplace
| Demi-finale de classement 27 juin 2015 | Ukraine                                                                             | 4 – 2 | Hongrie                                                  | Beach Arena                   |                               |
| 16h00                                  | Oleksii Illichov 10e · Andrii Borsuk 18e · Oleksii Illichov 27e · Andrii Borsuk 34e |       | 1re Mark Ughy · 9e Laszlo Berkes · 13e Norbert Sebestyen | Arbitrage : Mikhaïl Prokharau | Arbitrage : Mikhaïl Prokharau |

| Demi-finale de classement 27 juin 2015 | Espagne                                                                       | 3 – 1 | Azerbaïdjan            | Beach Arena                 |                             |
| 17h30                                  | Llorenç Gomez 15e · Daniel Pajon 15e · Antonio Mayor 25e · Salvador Ardil 28e |       | 34e Sabir Allahguliyev | Arbitrage : Yeliz Topaloglu | Arbitrage : Yeliz Topaloglu |

| Finale 7e/8e place 28 juin 2015 | Hongrie | 3 – 2 | Azerbaïdjan | Beach Arena |
| 11h30                           |         |       |             |             |

| Finale 5e/6e place 28 juin 2015 | Ukraine | 3 – 6 | Espagne | Beach Arena |
| 13h00                           |         |       |         |             |

#### Médaillés
|  | Demi-finales | Demi-finales | Demi-finales | Demi-finales |                               |        | Finale  | Finale  | Finale  | Finale  |
|  |              |              |              |              |                               |        |         |         |         |         |
|  | 27 juin      | 27 juin      | 27 juin      | 27 juin      |                               |        | 28 juin | 28 juin | 28 juin | 28 juin |
|  | 1er gr.A     | Portugal     | 1            | 1            |                               |        | 28 juin | 28 juin | 28 juin | 28 juin |
|  | 1er gr.A     | Portugal     | 1            | 1            |                               |        | 28 juin | 28 juin | 28 juin | 28 juin |
|  | 2e gr.B      | Russie       | 2            | 2            |                               |        | 28 juin | 28 juin | 28 juin | 28 juin |
|  | 2e gr.B      | Russie       | 2            | 2            | Italie                        | Italie | 2       | 2       |         |         |
|  | 27 juin      |              |              |              | Italie                        | Italie | 2       | 2       |         |         |
|  |              |              | Russie       | Russie       | 3                             | 3      |         |         |         |         |
|  | 1er gr.B     | Italie       | Russie       | Russie       | 3                             | 3      | 7       | 7       |         |         |
|  | 1er gr.B     | Italie       |              |              |                               |        |         | 7       |         |         |
|  | 2e gr.A      | Suisse       | 4            | 4            |                               |        |         |         |         |         |
|  | 2e gr.A      | Suisse       | 4            | 4            | Match pour la troisième place |        |         |         |         |         |
|  |              |              |              |              |                               |        |         |         |         |         |
|  | 28 juin      |              |              |              |                               |        |         |         |         |         |
|  | Suisse       | Suisse       | 5            | 5            |                               |        |         |         |         |         |
|  | Suisse       | Suisse       | 5            | 5            |                               |        |         |         |         |         |
|  | Portugal     | Portugal     | 6            | 6            |                               |        |         |         |         |         |
|  | Portugal     | Portugal     | 6            | 6            |                               |        |         |         |         |         |

### Classement final
| Rang | Equipe      |
| ---- | ----------- |
| 1    | Russie      |
| 2    | Italie      |
| 3    | Portugal    |
| 4    | Suisse      |
| 5    | Espagne     |
| 6    | Ukraine     |
| 7    | Hongrie     |
| 8    | Azerbaïdjan |

### Meilleur buteur
| Place              | Joueur        | Buts | Passes décisives | Matchs joués |
| ------------------ | ------------- | ---- | ---------------- | ------------ |
| Médaille d'or      | Belchior      | 8    | 0                | 4            |
| Médaille d'argent  | Gabriele Gori | 7    | 0                | 5            |
| Médaille de bronze | Noël Ott      | 6    | 1                | 4            |